# Kostel svatého Mikuláše (Velké Žernoseky)
Kostel svatého Mikuláše je původně pozdně gotická sakrální stavba založená na počátku 16. století, která se nachází ve vsi Velké Žernoseky v okrese Litoměřice nedaleko Labe. Kostel je obklopen hřbitovem založeným roku 1875, který se v průběhu let rozšiřoval. Je chráněn jako kulturní památka České republiky.

## Historie

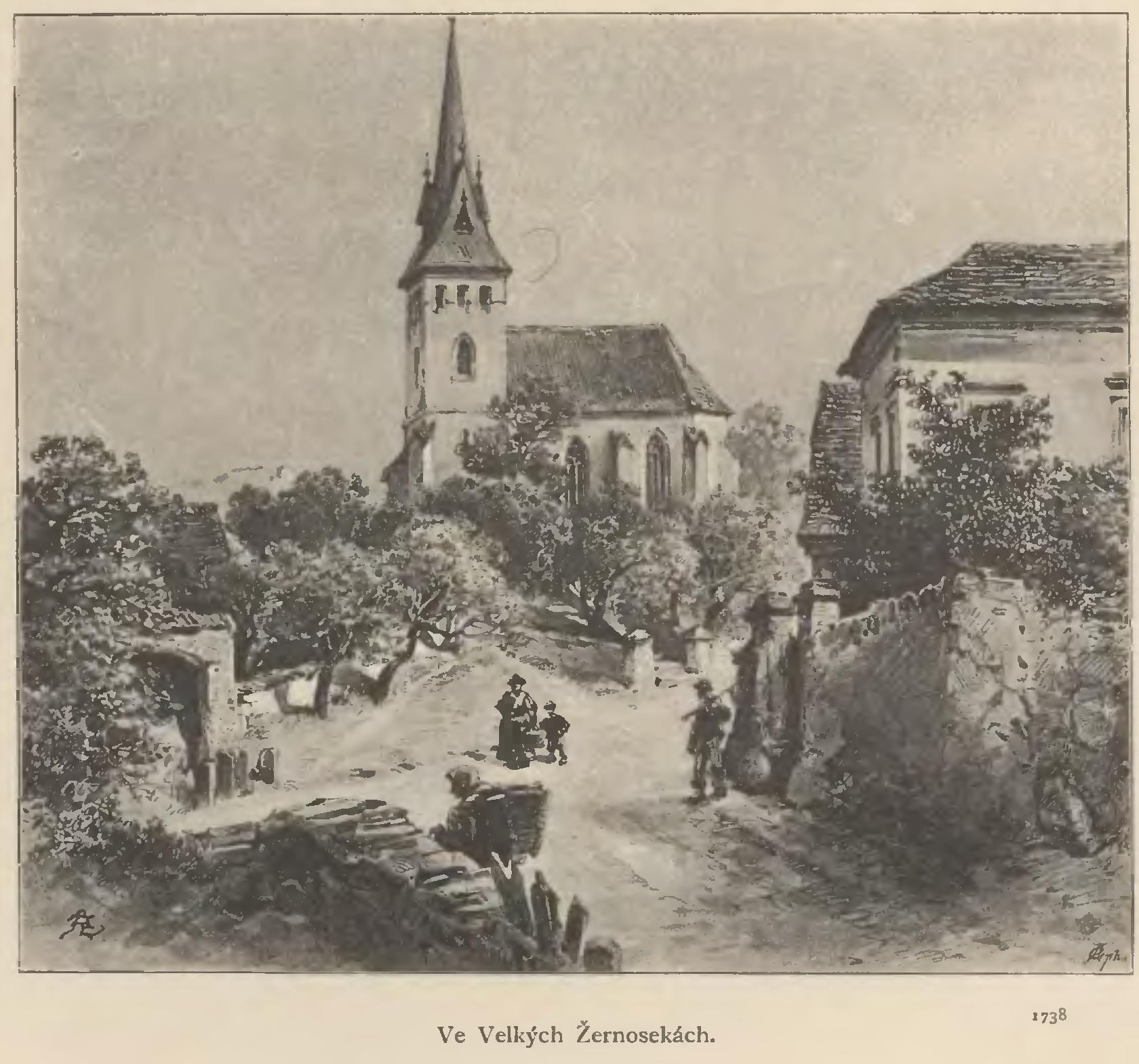
Žernosecký kostel v díle A. Lewého (okolo roku 1892)

Kostel byl postavený v jednoduché pozdní gotice v roce 1516 na místě původního dřevěného malého kostela připomínaného v roce 1824. Zachovala se původní věž ze 14. století, která byla roku 1881 v horní části, spolu s kostelem, upravena. Z původní stavby zůstala jen spodní část nesoucí na portále letopočet 1535-1562. Na podlaze kostelní lodi je málo čitelná deska a legenda říká, že jsou zde uloženy ostatky pánů z Žernosek. Až do roku 1864 byl filiálkou farního kostela v Prackovicích, poté se stal filiálním kostelem farnosti Libochovany. Nedělní bohoslužby se v něm konají pravidelně i ve 21. století.

## Architektura

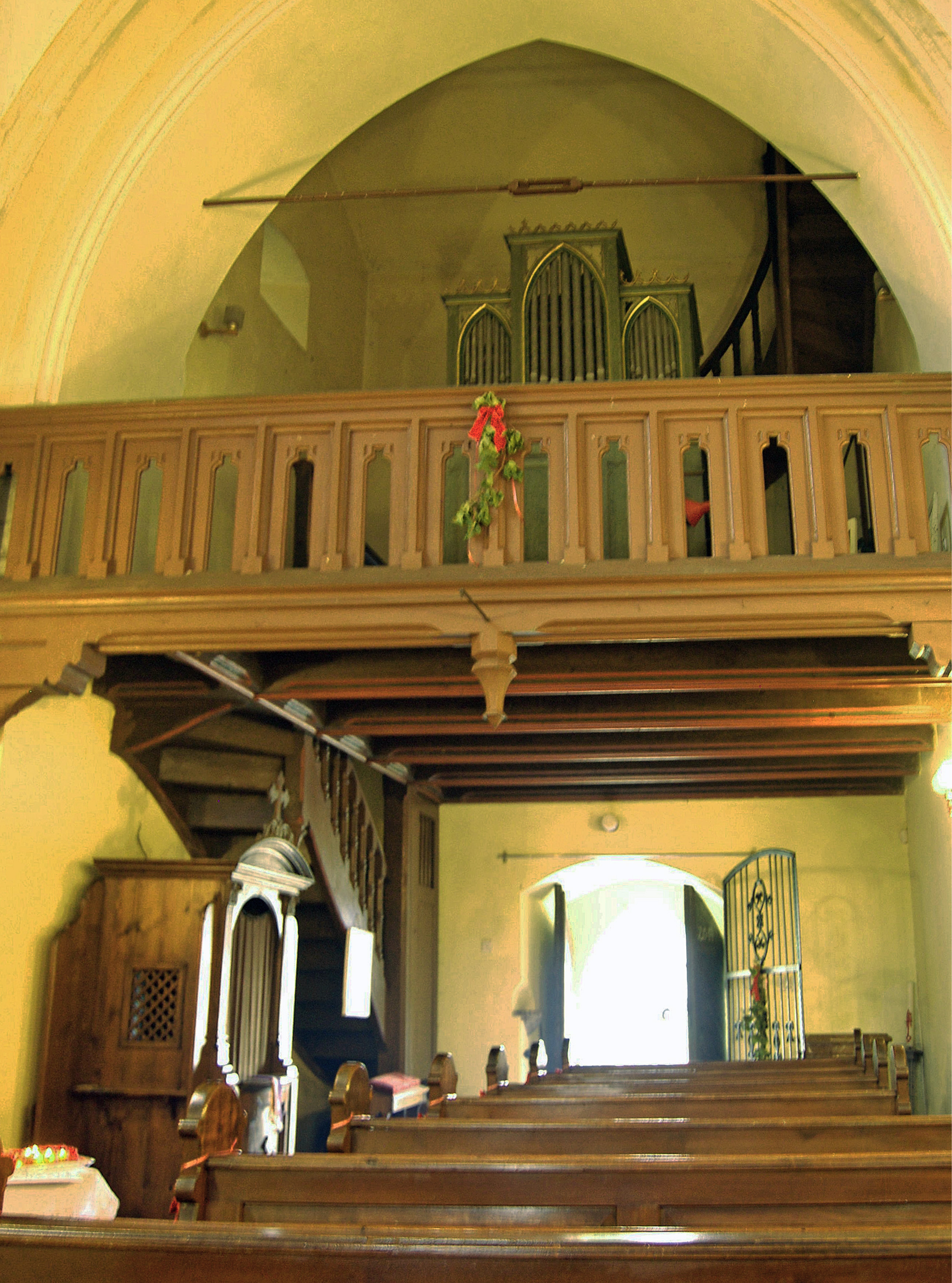
Pohled z lodi žernoseckého kostela ke vchodu a na kruchtu s varhanami

Kostel je obdélnou jednolodní síní s trojbokým závěrem, sakristií na severní straně a průčelní hranolovou věží. Zevně má kostel opěrné pilíře. Ve věži jsou velká hrotitá okna, klíčová střílna a na západní straně pozdně gotický portál s přetínavými pruty v ostění a s letopočtem 1516. Na jižní straně loi se nachází půlkruhový profilovaný boční portál a v hrotitých oknech pozdně gotické kružby.
Uvnitř kostela je pozdně gotická síťová klenba na konzolách. Klenba má klínová žebra dvakrát vyžlabená. Na západní straně je velký otevřený gotický oblouk vedoucí do věže, kde je vestavěna dřevěná kruchta s varhanami.

## Vybavení
Zařízení je pseudogotické a pochází z roku 1881. Na hlavním oltáři je jsou tři sochy: uprostřed vyřezávaná socha sv. Mikuláše, patrona kostela. Po stranách je socha sv. Josefa a sv. Jana Nepomuckého. Vedle oltáře je vchod do sakristie.
Na stěnách je několik kamenných náhrobníků: v dlažbě je náhrobník z červeného mramoru z roku 1614, u zdi náhrobník s českým nápisem a letopočtem 1525. Nad kazatelnou se nachází kamenná deska se čtyřmi znaky: Viléma Kamýckého († 1555) a jeho matky, ženy a bratrance.

## Zvony
Velký zvon o průměru 1 metr byl za války roztaven, druhý zvon z roku 1863 byl odvezen neznámo kam. V kostele je na začátku 21. století umístěn malý zvon o průměru 35 cm a na věži stále funkční věžní hodiny z roku 1906.

## Galerie

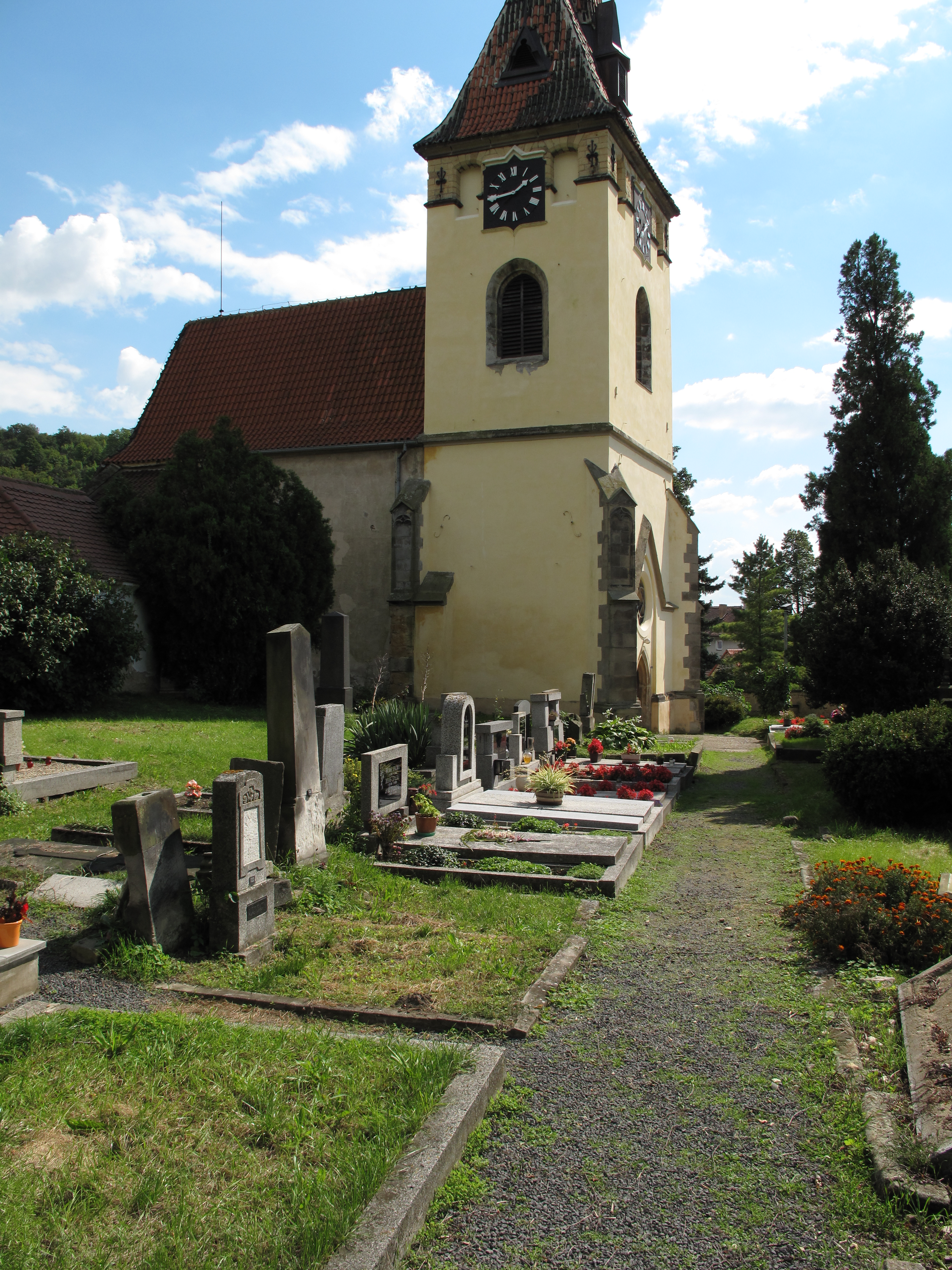
Kostel sv. Mikuláše ve Velkých Žernosekách (pohled od severu)
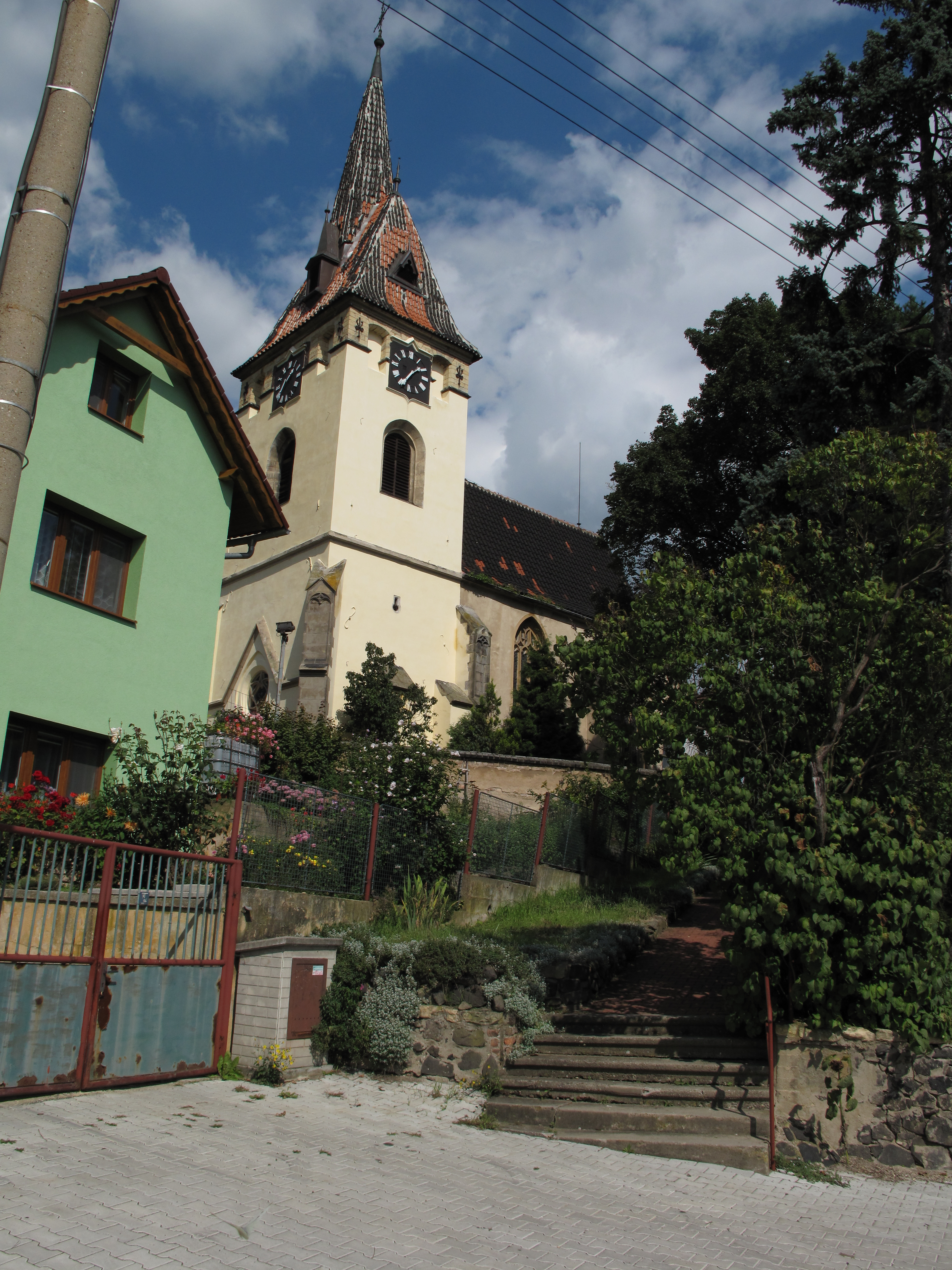
Pohled na kostel sv. Mikuláše ve Velkých Žernosekách od schodů na hřbitov